# Attentat de la caserne Lobau
L'attentat de la caserne Lobau est une attaque à la bombe menée le 15 mars 1892 par le militant anarchiste Théodule Meunier contre la caserne Lobau. Organisée quatre jours après l'attentat du Boulevard Saint-Germain, il s'agit d'une des premières attaques de l'ère des attentats (1892-1894). Elle provoque des dégâts matériels autour de l'explosion mais ne tue ni ne blesse personne.
Meunier parvient à commettre l'attentat du Véry un mois plus tard, avant de s'enfuir au Royaume-Uni. Il est ensuite extradé vers la France puis condamné aux travaux forcés à perpétuité avant d'être déporté au bagne de Cayenne, où il meurt.
L'attentat est avec la plupart des autres attentats de l'ère des attentats l'un des premiers à ne plus s'inscrire dans une symbolique de la personne mais plutôt dans une symbolique des lieux - la caserne Lobau étant une cible symbolique remplaçant un humain précis. Cet aspect est devenu important dans le terrorisme moderne depuis lors mais est peu compris par la presse contemporaine, qui ne saisit pas les motivations de l'attentat.

## Histoire

### Contexte
Au XIXe siècle, l'anarchisme naît et se constitue en Europe avant de se propager. Les anarchistes défendent la lutte contre toutes formes de domination perçues comme injustes, en premier lieu la domination économique, avec le développement du capitalisme. Ils sont particulièrement opposés à l'État, vu comme l'organisation permettant d'entériner ces dominations au travers de sa police, son armée et sa propagande.
En France, les relations déjà conflictuelles entre les anarchistes et l'État français, matérialisé dans la Troisième République, entrent dans une nouvelle période de tensions très importantes : en 1891, la fusillade de Fourmies, où l'armée tire sur des manifestants demandant une journée de travail de huit heures, et l'affaire de Clichy, où des anarchistes sont arrêtés, battus et maltraités par la police radicalisent un certain nombre d'anarchistes en France. Le fait que les anarchistes arrêtés après l'affaire de Clichy soient jugés avec beaucoup de sévérité, le procureur demandant la peine de mort pour les trois et le juge les condamnant à des peines très dures de trois et cinq ans de prison, est un catalyseur important pour l'entrée dans l'ère des attentats.

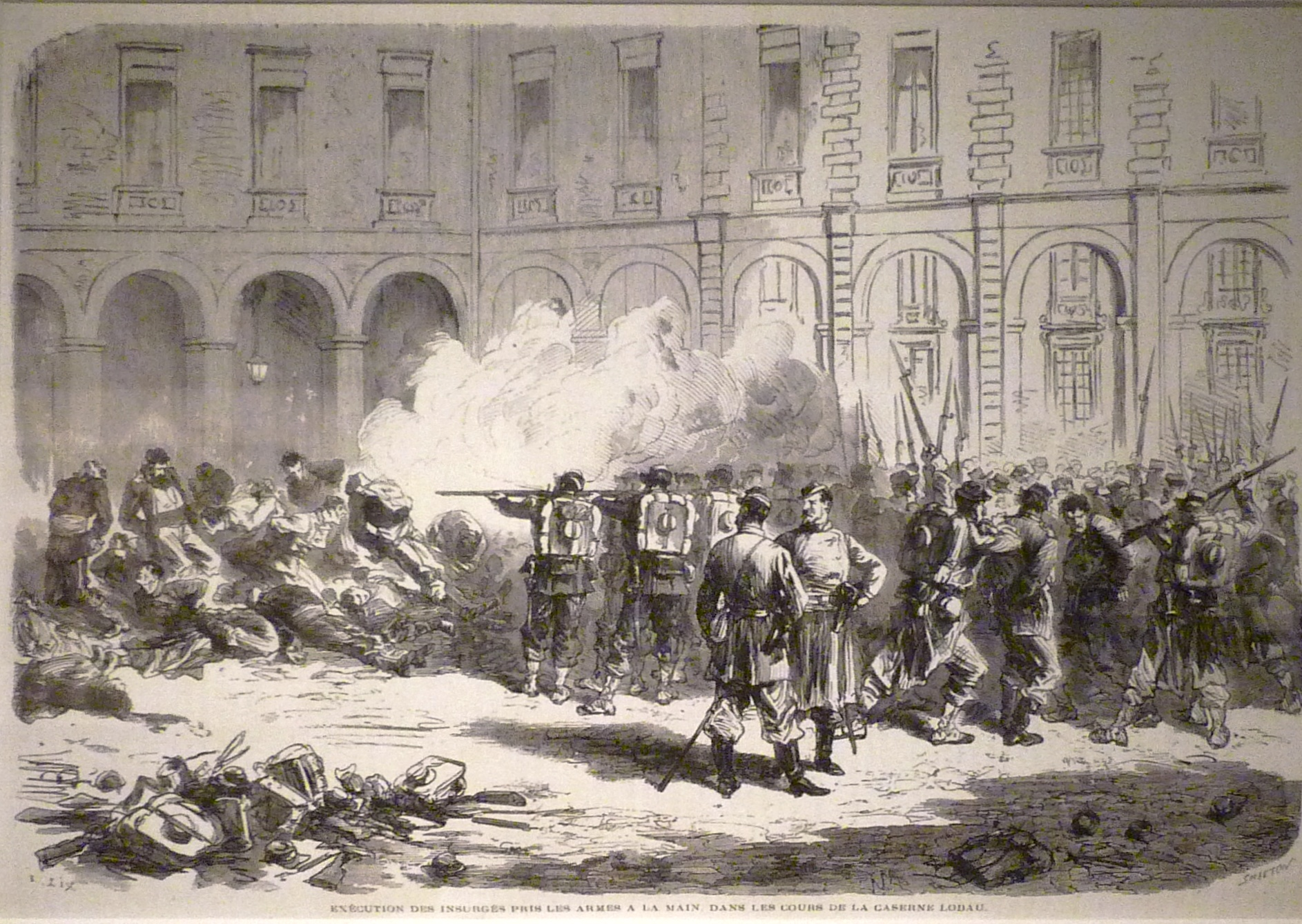
Exécution en masse des communards capturés dans les cours de la caserne Lobau près de l'Hôtel de Ville - Gravure de Frédéric Lix pour L'Illustration du 10 juin 1871 - Bibliothèque historique de la Ville de Paris.

Le 11 mars 1892, un groupe composé des militants anarchistes Ravachol, Soubère, Jas-Béala et Charles Simon mène l'attentat du Boulevard Saint-Germain contre le juge de l'affaire de Clichy, Edmond Benoît. Meunier évolue dans ce contexte très tendu.
La caserne Lobau, où est logée la garde républicaine est un lieu avec une histoire marquante. L'État français l'utilise pendant la Semaine sanglante (1871) pour établir des cours martiales visant les révoltés de la Commune de Paris,. Environ 2000 à 3000 personnes sont sommairement exécutées pendant cette semaine dans la caserne avant d'être enterrées rapidement dans ses environs. Ces massacres et cette réponse brutale du pouvoir mènent de nombreux citoyens et anarchistes à se radicaliser, John M. Merriman décrit cette situation contextuelle de la sorte :

« Du massacre des Communards de Paris pendant la « Semaine Sanglante » du 21 au 28 mai 1871, au petit massacre de Fourmies dans le nord de la France le 1er mai 1891, en passant par la maltraitance de trois anarchistes après les événements de Clichy la même année, la réponse violente de l’État aux actes de violence anarchiste s’est profondément ancrée dans la mémoire collective de nombreux citoyens ordinaires. Sans aucun doute, la répression brutale de l’État a encouragé de nouvelles attaques en Italie, en Espagne et en France. »

### Attentat
Le 15 mars 1892, Meunier se rend devant la caserne Lobau, rue de Rivoli. Il place une bombe devant l'édifice, qui contient alors 800 gardes républicains. La bombe explose, « balaie » la grille, une partie du mur d'enceinte de la caserne et brise les vitraux de l'église Saint-Gervais attenante. Cependant, elle ne cause aucun mort et ne blesse personne,. Meunier parvient à s'enfuir.

### Suites
Il n'est pas satisfait de l'échec de son attentat, et l'exprime en disant, entre autres: 

« Aucune  de  ces  vaches  n’a  étrenné ! »

Un mois plus tard, le 25 avril 1892, Meunier et d'autres membres du groupe anarchiste des Pieds plats, comme Jean-Pierre François, s'associent pour mener l'attentat du Véry, visant le dénonciateur ayant permis l'arrestation de Ravachol. Il s'enfuit ensuite au Royaume-Uni et tente d'empêcher son extradition vers la France en soutenant la nature politique de ses actes, ce qui permettrait d'empêcher l'extradition. Cependant, la justice britannique considère qu'il ne s'agit pas là d'attentats à nature politique, puisque l'hostilité à l'État ne serait pas politique. Le magistrat de police britannique chargé de son dossier déclare à ce propos :
« Je ne cherche pas à fixer une règle pour décider ce qui pourrait être un délit à caractère politique, mais je dis clairement et de manière emphatique que l’hostilité à tout gouvernement n’est pas un délit à caractère politique. »
Étant donné que ses attentats ne sont pas considérés comme politiques par la justice britannique, il est extradé vers la France et est condamné aux travaux forcés à perpétuité, avant d'être envoyé au bagne de Cayenne, où il meurt probablement du paludisme en 1907.
L'attentat est mentionné dans une strophe de la Complainte de Ravachol, qui se lit :

« La garde républicaine
Habit’ la casern’ Lobau ;
Ne voilà-t-il pas qu'un beau
Soir l'explosion s'y promène...
 Mais il n’y eut pas d’bobo :
 Y a un Dieu pour les cipaux ! [gardes municipaux] »

## Analyse

### Déplacement de la symbolique terroriste
L'attentat de la caserne Lobau, comme d'autres attaques de l'ère des attentats, voit le début d'une symbolique des lieux à la place d'une symbolique des personnes. Salomé écrit à ce propos :

« L’opacité se révèle plus grande encore avec les attentats anarchistes qui ne sont plus liés exclusivement à la présence du chef de l’État, mais concernent dorénavant le domicile de personnes aux statuts divers, comme les magistrats Benoît et Bulot lors des attentats du boulevard Saint Germain et de la rue de Clichy en 1892, touchent des lieux symboliques, à l’exemple la caserne Lobau, la Compagnie des Mines de Carmaux initialement visée par la bombe qui explose au commissariat des Bons Enfants, l’église de la Madeleine, l’Assemblée nationale ou encore le café Terminus. Dès lors, à l’exception de l’assassinat de Sadi Carnot, l’attentat anarchiste induit le passage d’une symbolique de la personne, en l’occurrence celle du chef de l’État, à une symbolique des lieux, qui n’est pas toujours compréhensible pour les contemporains. »